# 木下アリーシア
木下 ユリエ・アリーシア（きのした ユリエ・アリーシア、1967年2月4日 - ）は、日本のセーリング選手。アトランタオリンピック銀メダリスト。デンマーク、コペンハーゲン出身。湘南女子高等学校、フェリス女学院大学卒業。身長175cm、体重69kg。現姓は「深堀」。

## 経歴
日本人の父とデンマーク人の母の間に生まれる。フェリス女学院大学在学中、同好会でヨットを楽しんでいたが、重由美子にスカウトされ本格的にヨット競技の道へ進む。重の厳しい指導で、何度も辞めそうになったという。
- 1992年 バルセロナオリンピックセーリング女子470級で5位。
- 1996年 アトランタオリンピックセーリング女子470級で日本セーリング界初の銀メダルを獲得（詳細）。
- 2000年 シドニーオリンピックセーリング女子470級で8位。

シドニー五輪前に、金を狙うには艇のバランスをとるクルーが木下では小さすぎるとコーチが判断し、重は新たに木下より身長が10cm高い選手とペアを組んだが、その相手が体調不良で脱落。レースを離れ高校生の指導に専念していた木下と急遽ペアを復活する紆余曲折があった。
その後、理学療法士の資格を取得し、長崎県の病院に勤務している。